# Fleeton, Virginia

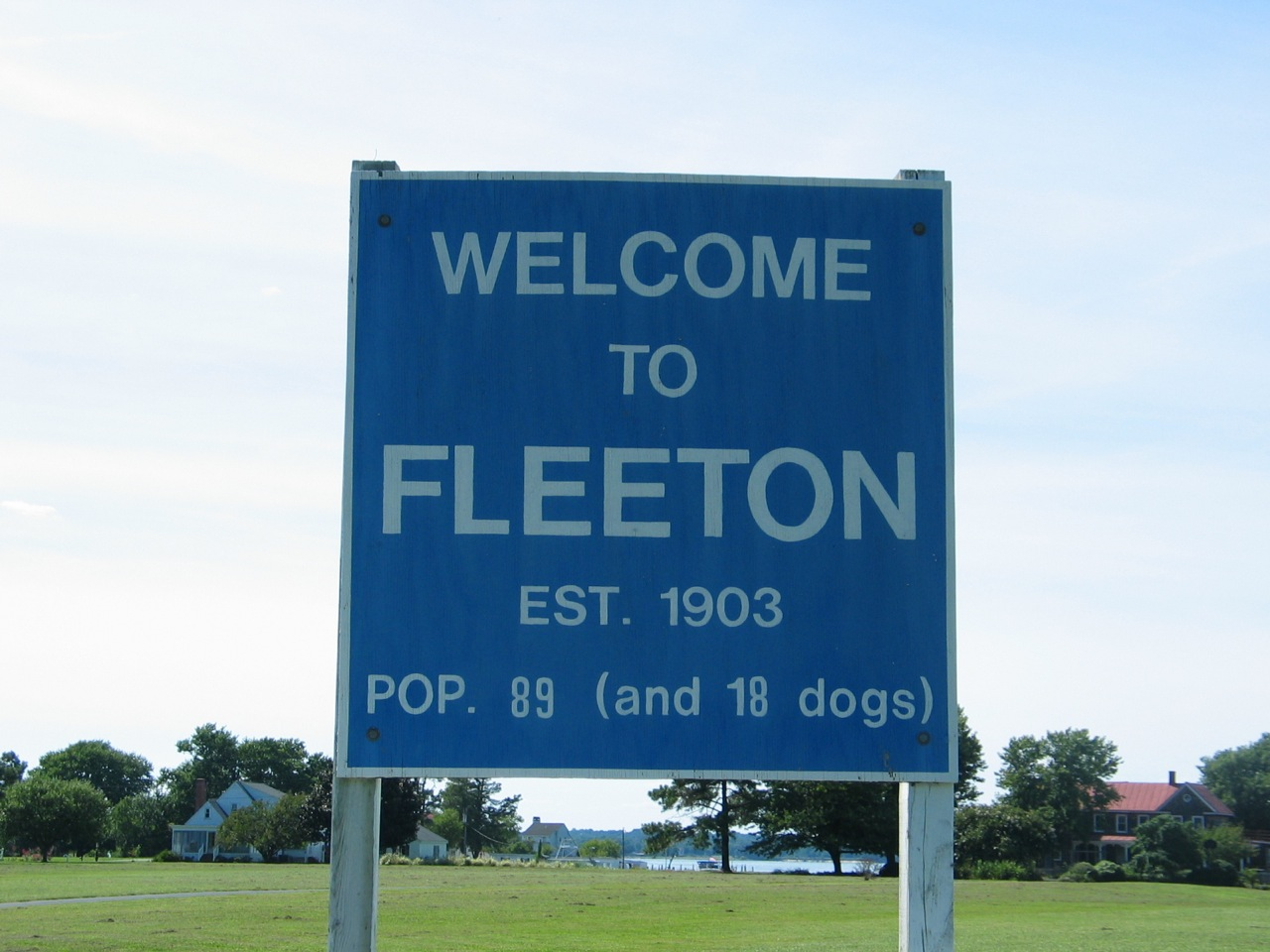
Biển báo chào mừng Fleeton

Fleeton là một cộng đồng chưa hợp nhất tại Hạt Northumberland, thuộc tiểu bang Virginia của Hoa Kỳ. Nó nằm ở cửa sông Great Wicomico.